# Хуан Вісенте Гомес
Хуа́н Вісе́нте Го́мес (24 липня 1857 — 17 грудня 1935) — президент, диктатор Венесуели з 1908 до 1935 року з перервами.

## Біографія
Народився в Сан-Антоніо-дель-Тачіра у бідній індіанській родині. Служив в армії, до влади прийшов шляхом військового перевороту, усунувши чинного диктатора Чіпріано Кастро. 1909 року була прийнята конституція, 1910 Гомес став президентом. Після серії заколотів заборонив усі політичні партії, в тому числі й комуністичну партію, засновану 1931 року. Потім ще двічі обирався на посаду президента.
Помер у місті Маракай 17 грудня 1935 року.